# 马特乌斯·黑策瑙尔
马特乌斯·黑策瑙尔（德語：Matthäus Hetzenauer，德語發音：[maˈtɛːʊs ˈhɛtsənaʊ̯ɐ]；1924年12月23日—2004年10月3日），二战时期德军狙击手，奥地利蒂罗尔人，服役於東部戰線（見蘇德戰爭）德國陸軍第三山岳師第三山岳師。其確認有效擊殺紀錄為345人，是德軍在二戰中排名第一的狙擊之王。
马特乌斯曾經以Kar98k狙擊型創下1100公尺的長距離確認有效擊殺紀錄，戰後他回憶說只因為他與現場軍官賭氣，看不慣軍官驕傲的氣焰，加上想要對敵軍立下馬威，因為敵人仗著距離以為德軍已經是敗軍之末，對其行為無計可施，因此他成功創下這項紀錄，狙殺一名敵軍士兵。
马特乌斯一直到1944年3月27日到7月16日才受訓成為狙擊手；被分發到第三師之前，軍方發配了一把配有6倍放大的光学瞄准镜的Kar98k步槍以及一把配有4倍放大光學瞄準鏡的G43半自動步槍。
马特乌斯在1944年11月6日頭部因為遭到蘇聯部隊火砲攻擊而嚴重受創，3天後獲頒重傷勳章（The Verwundeten-Abzeichen）。馬豪斯接著又在1945年4月17日獲頒「鐵十字騎士勳章」（The Knight's Cross of the Iron Cross）。
德國戰敗後马特乌斯遭到蘇聯部隊逮捕，並依戰犯罪名將他監禁在蘇聯的戰俘營五年。马特乌斯於2004年10月3日去世。

## 獲頒勳章與戰功

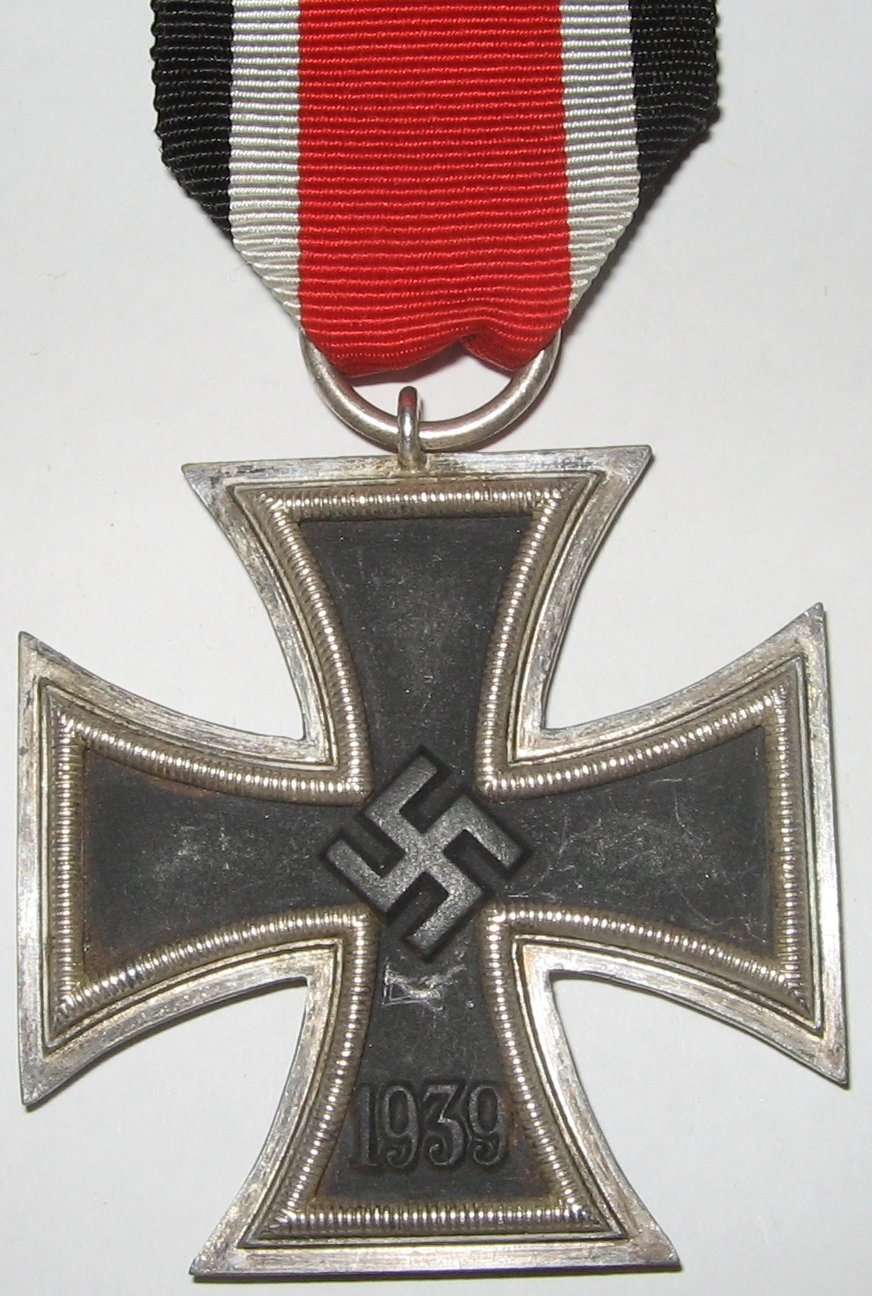
二級鐵十字勳章

- 2等鐵十字勳章（Iron Cross） - 獲頒日期為9月1日，1944年。
- 黑色重傷勳章（Verwundetenabzeichen） -「黑色」代表因為戰爭敵軍攻擊或空襲負傷兩次，或是在前線固守戰鬥崗位遭到凍傷者；獲頒日期為11月9日，1944年。
- 銀質步兵突擊勳章（英语：Infantry Assault Badge）（Infanterie-Sturmabzeichen） - 獲頒日期為 11月13日，1944年。
- 1等鐵十字勳章（Iron cross） - 獲頒日期為 11月25日，1944年。
- 1等金質狙擊手勳章（英语：Sniper's Badge）（Scharfschützenabzeichen） - 獲頒日期為 12月3日，1944年。
- 近戰搏鬥勳章（英语：Close Combat Clasp）（Nahkampfspange）
- 鐵十字騎士勳章（Ritterkreuz des Eisernen Kreuzes，通常簡稱為Ritterkreuz）- 獲頒日期為4月17日，1945年；時任職為山岳獵兵第144團第七連（7./GebJägRgt 144）狙擊手。

## 外部連結
- Matthäus Hetzenauer @ das-ritterkreuz.de （页面存档备份，存于）